# Wissersheim

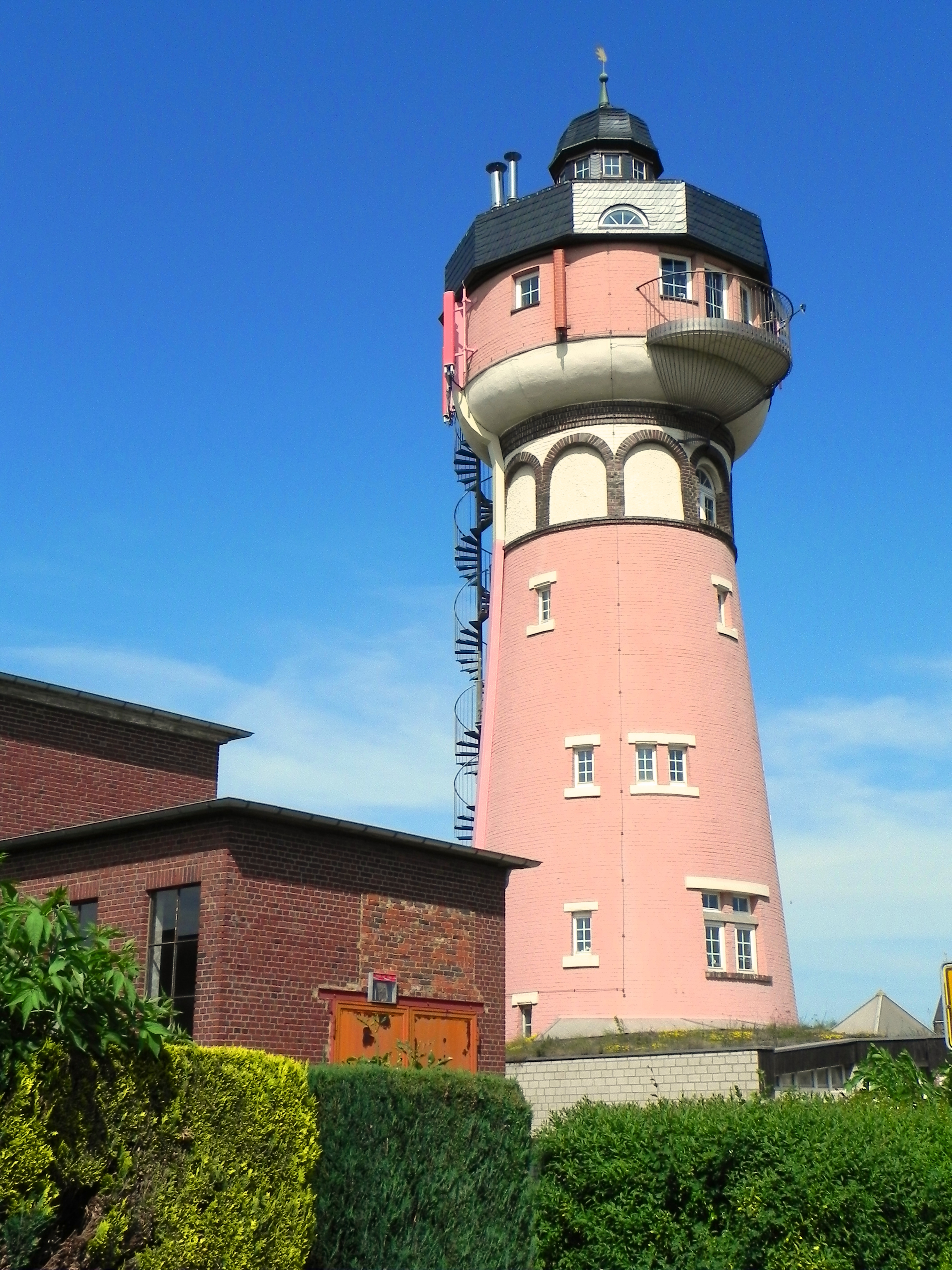
Wasserturm der ehemaligen Wasserwerke Wissersheim-Rath von 1908

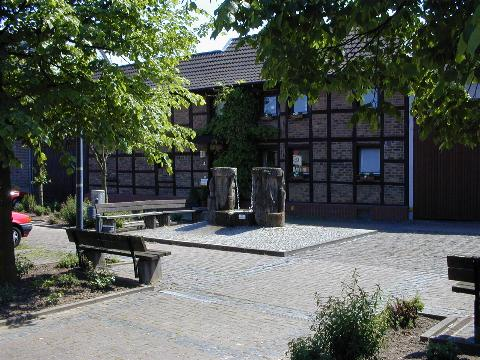
Der Dorfbrunnen

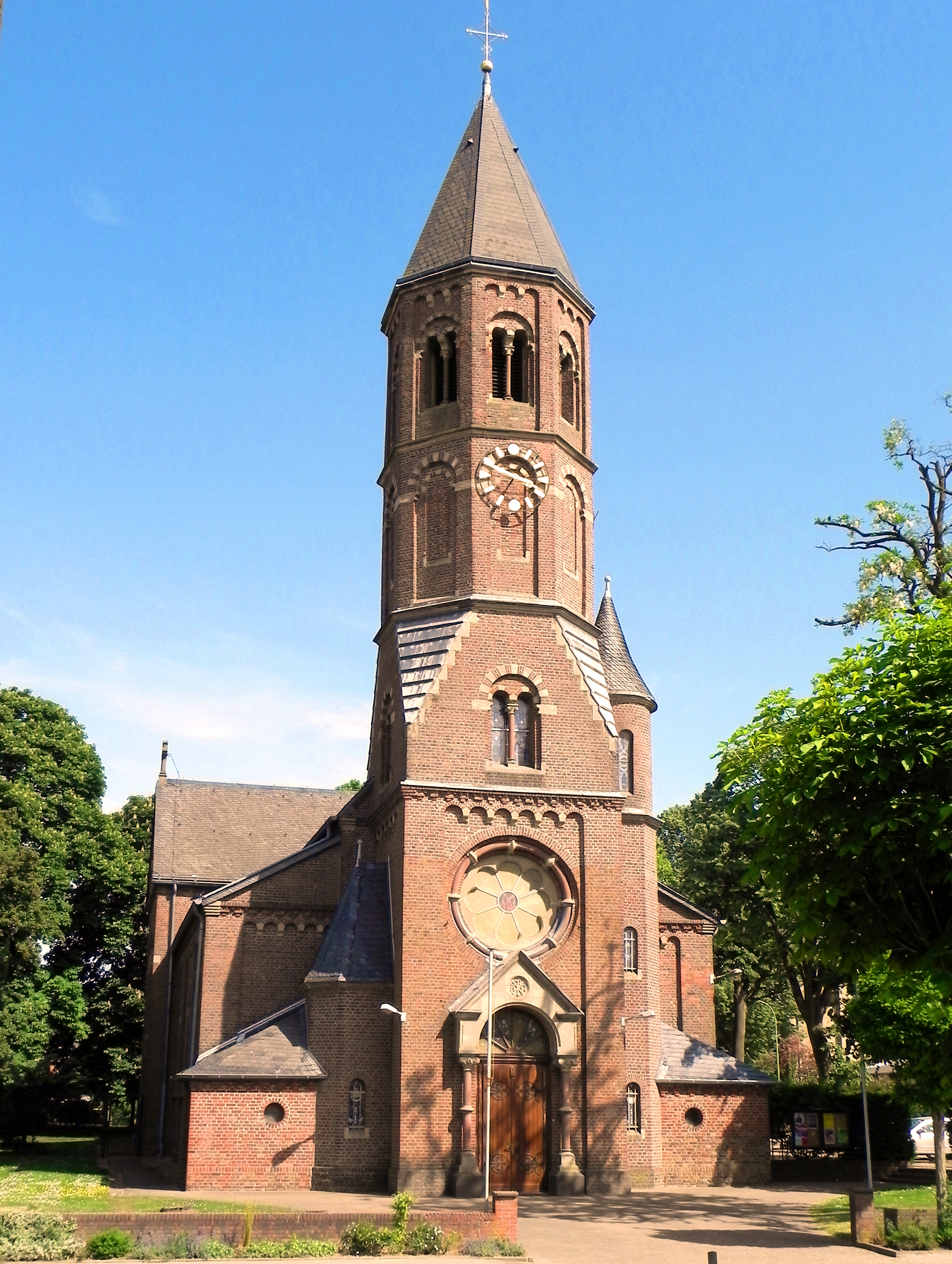
Die Pfarrkirche St. Martinus

Wissersheim liegt in der Gemeinde Nörvenich im Kreis Düren in NRW.

## Geschichte
Wissersheim wird erstmals im Jahre 836 in einer Schenkungsurkunde Ludwig des Frommen erwähnt. Damals erhielt Hruotbert das Gut Wistrikisheim im Herzogtum Ripuarien, das heutige Wissersheim, das er bald an die Abtei Prüm weitergab. Im späten Mittelalter ging das Dorf an das Stift Münstereifel, das es bis zur französischen Zeit besaß. Aber auch Groß St. Martin, St. Gereon und die Antoniter in Köln hatten, neben anderen Grundherren, hier großen Besitz.

### Eingemeindung
Am 1. Juli 1969 wurde der Ort in die neue Kommune Erftstadt eingegliedert. Somit war er die einzige Gemeinde aus dem Landkreis Düren, die in der neuen Stadt Erftstadt aufging. Am 1. Januar 1975 wurde er in die Gemeinde Nörvenich umgegliedert.
In den letzten 40 Jahren hat sich die Einwohnerzahl von Wissersheim fast verdoppelt. Der damals erbaute „Wohnpark“ am Nordwestrand des Ortes und kleinere Neubaugebiete werden vielfach von Pendlern bewohnt, die in der Region Köln-Bonn arbeiten.
Weithin sichtbar ist der Wasserturm Wissersheim im Ort. Der Bildhauer Günter Thelen (Köln/Leverkusen) hat als neuer Eigentümer das Wahrzeichen zu einem „Wohnhaus“ mit Künstler-Atelier umgestaltet. Der Wasserturm war von 1908 bis 1952 in Betrieb.

### Einwohnerentwicklung
| Bevölkerungsentwicklung |               |  |      |               |  |      |               |
| Jahr                    | Einwohnerzahl |  | Jahr | Einwohnerzahl |  | Jahr | Einwohnerzahl |
| 1885                    | 511           |  | 1905 | 486           |  | 1925 | 530           |
| 1945                    | 526           |  | 1955 | 529           |  | 1965 | 573           |
| 1975                    | 767           |  | 1985 | 767           |  | 1995 | 964           |
| 2005                    | 958           |  | 2010 | 917           |  | 2015 | 950           |

### Schulwesen
Für das Dorf ist bereits 1794 ein Lehrer nachweisbar, und zwar Joseph Cottaus. Er war 1814 noch im Dienst und arbeitete auch gleichzeitig als Küster. 1872 ist Heinrich Laumen als Lehrperson verzeichnet. Er starb sehr früh, nämlich im Alter von 31 Jahren, in Wissersheim. Ihm folgten 1873 Arnold Dinraths und Therese Dick. Joseph Wirtz arbeitete vom 7. Juni 1876 bis zu seinem Tod an der katholischen Volksschule. Seine Nachfolgerin war ab dem 1. Dezember 1876 Margarethe Biergans. Am 16. Dezember 1878 folgte Lehrer Keutgen. Peter Theißen kam am 1. November 1879. Er starb 32 Jahre später im Dienst am 24. März 1911. Gertrud Pick war von 1878 bis zum 17. Juli 1888 Lehrerin, 1892 kam Maria Schaps. Susanne Braun blieb drei Jahre, nämlich vom 1. Januar 1900 bis Herbst 1903. Katharina Weck wurde zum 1. September 1903 angestellt und blieb bis zum 1. Oktober 1907. Für etwa zwei Jahre folgte Amalie Peters von 1907 bis zum 16. Oktober 1909. Hubertine Pley blieb vom 15. Oktober 1909 bis zum 1. April 1922. (Damals wechselte das Schuljahr immer am 1. April). Der Dienst von Peter Wackerzapp, der vom 20. April 1911 bis zum 1. April 1919 dauerte, wurde durch seinen Kriegsdienst (Erster Weltkrieg) vom 8. Februar 1915 bis zum 19. November 1916 unterbrochen. In den Jahren 1910 und 1911 unterrichtete Wilhelm Eschweiler. Magdalene Wirtz war vom 1. Mai 1919 bis zum 31. März 1920 Lehrerin. Adam Schnabel war vom 1. April 1920 bis zum 1. Oktober 1927 ihr Nachfolger. Vom 1. April 1922 bis zum 1. Juli 1924 unterrichtete Helene Roggendorf. Maria Köhnen (1. Juli 1924 bis 25. Juni 1927) und Josefine Lünebach (6. Dezember 1924 bis 1. April 1928) waren die Nachfolgerinnen. Ludwig Körffer kam am 1. November 1927 und blieb bis zum Ruhestand am 1. Mai 1954. Maria Alfes unterrichtete 19 Jahre vom 1. April 1928 bis zum 1. April 1947. Hildegard Schänzler wurde vom 1. Juni 1947 bis zum 1. November 1947 als Schulhelferin beschäftigt. Else Rieger blieb vom 1. November 1947 bis zum Ruhestand am 31. März 1952. Nur 3 Monate blieb Arnulf Gottschlich (1. März 1952 bis 31. Mai 1952). Im Jahr 1952 wechselten die Lehrpersonen öfter, nämlich Elisabeth Funck (11. Mai 1952 bis 15. Oktober 1952) und Hildegard Zimmermann (11. Juni 1952 bis 15. Oktober 1952). Peter Loevenich war vom 11. Mai 1954 bis zum Herbst 1959 Lehrer in Wissersheim. Danach folgten die Lehrer Esser und Slatosch. Hermann Schmitz unterrichtete vom 21. November 1959 bis zum 17. April 1963. Lehrer Theißen arbeitete nur wenige Wochen in Wissersheim, nämlich vom 7. Mai 1962 bis September im gleichen Jahr. Ruth Machlinski war danach bis 6. April 1966 als Lehrerin in der Volksschule. Marianne Claus folgte ihr. Josef Oberhäuser kam am 17. April 1963 nach Wissersheim. Er blieb bis zum 31. Juli 1969, als die katholische Volksschule aufgelöst wurde.

## Baudenkmäler
- St. Martinus
- Kirchhof
- Ehem. Fronhof
- Heiligenhäuschen St. Brigida
- Wegekreuz
- Passionskreuz
- Wegekreuz

## Verkehr
Im ÖPNV verbindet die AVV-Buslinie 212 des Rurtalbus den Ort mit Nörvenich und Lechenich. Bis zum 31. Dezember 2019 wurde diese Linie von der Dürener Kreisbahn bedient.
| Linie | Verlauf |
| ----- | --- |
| 212   | Nörvenich Alter Bf – Nörvenich Schlosspark – Oberbolheim – Rath – Wissersheim – Pingsheim – Herrig – Lechenich |

## Persönlichkeiten
- Ingola Schmitz (* 1962), Mitglied des 16. Landtages in Nordrhein-Westfalen